# Egzergia
Egzergia – maksymalna praca, jaką układ termodynamicznie otwarty może wykonać w danym otoczeniu przechodząc do stanu równowagi z otoczeniem. Otoczenie traktuje się jako zbiornik nieużytecznej energii i materii o stałej temperaturze. Maksymalną energię uzyskuje się w procesie odwracalnym.
Termin wprowadzony w 1955 r. przez słoweńskiego fizyka Zorana Ranta; zdolność do wykonywania pracy – jest rodzajem energii, która może służyć jako zapas energii; cechuje ją ilość i jakość; ulega zniszczeniu, gdy jest wykorzystywana. 
Dogodną definicję egzergii zaproponował L. Reikert. Po uwzględnieniu możliwości występowania bogactw naturalnych w przyrodzie, definicję tę można sformułować następująco:

Egzergia wyraża minimalną ilość pracy, jaką należy wykonać, by z powszechnie występujących składników otaczającej przyrody wytworzyć wymaganą substancję o wymaganych parametrach, wykorzystując otaczającą przyrodę jako źródło ciepła bezwartościowego pod względem termodynamicznym.